# Acoaesakira
Acoaesakira ist ein Ort in der Provinz Wele-Nzas von Äquatorialguinea.

## Lage
Der Ort liegt im Südosten der Provinz und nur wenige hundert Meter südlich des Ortes Nsok, der dem Verwaltungsbezirk auch seinen Namen gibt. Die Grenze zu Gabun ist nur ungefähr 3 Kilometer entfernt.
Eine von Nord nach Süden verlaufende Straße verbindet die dicht beieinander liegenden Ortschaften Nsok und Mban im Norden, sowie Oveng im Süden.
In der Nähe erstreckt sich der Nationalpark Altos de Nsork.

## Klima
Nach dem Köppen-Geiger-System zeichnet sich Acoaesakira durch ein tropisches Klima mit der Kurzbezeichnung Am aus.